# Hemicopha xanthomelaena
Hemicopha xanthomelaena är en fjärilsart som beskrevs av W. Warren 1907. Hemicopha xanthomelaena ingår i släktet Hemicopha och familjen mätare. Inga underarter finns listade i Catalogue of Life.